# The Naked Dawn
The Naked Dawn is een Amerikaanse western uit 1955 onder regie van Edgar G. Ulmer. De film werd destijds uitgebracht onder de titel Ontwakende begeerte.

## Verhaal
De boef Santiago komt terecht op de afgelegen boerderij van het jonge echtpaar Lopez. Aanvankelijk willen Maria en Manuel Lopez niets te maken hebben met de gewelddadige vreemdeling. Na verloop van tijd raken ze geboeid door diens levenswijze.

## Rolverdeling
| Acteur           | Personage    |
| ---------------- | ------------ |
| Arthur Kennedy   | Santiago     |
| Betta St. John   | Maria Lopez  |
| Eugene Iglesias  | Manuel Lopez |
| Charlita         | Tita         |
| Roy Engel        | Guntz        |
| Tony Martinez    | Vicente      |
| Francis McDonald | Treinchef    |